# Jesús Domingo
Jesús Domingo Gavín (Saragozza, 8 novembre 1930 – Saragozza, 10 agosto 2004) è stato un calciatore spagnolo.

## Carriera
In attività giocava come attaccante. Vinse la Coppa del Mediterraneo nel 1958 con la Spagna B, segnando un gol contro la Francia B.

## Palmarès

### Nazionale

#### Competizioni minori
- Coppa del Mediterraneo: 1

1958